# Due mele
Due mele è un album del gruppo musicale italiano Homo Sapiens, pubblicato dall'etichetta discografica Ri-Fi nel 1978.
Dal disco, prodotto da Renato Pareti, è tratto il singolo Due mele/Un orsacchiotto.

## Tracce

### Lato A
1. Due mele
2. Un orsacchiotto
3. Atto proibito
4. Ricerca di gruppo
5. Far l'amore con te

### Lato B
1. Amare... Volare...
2. Vestita o svestita
3. California
4. ...e sfidi il vento